# Stadio Ottavio Bottecchia
Lo Stadio Ottavio Bottecchia (anche noto come Velodromo Ottavio Bottecchia) è uno stadio calcistico e velodromo della città italiana di Pordenone. Ha ospitato le gare interne del Pordenone Calcio sino alla stagione 2018-2019, oltre a competizioni di ciclismo su pista nazionali ed internazionali.

## Storia
I lavori di costruzione, finanziati da capitali privati, partirono nel 1925, mentre l'inaugurazione fu celebrata il 3 ottobre 1926. L'impianto assunse la denominazione di stadio del Littorio, che fu poi modificata, al termine della seconda guerra mondiale, in stadio Ottavio Bottecchia, in onore del grande ciclista trevigiano nativo di San Martino di Colle Umberto.
I proprietari originari, allorché si trovarono in difficoltà economiche, cedettero la struttura al comune di Pordenone.
Per quanto concerne l'uso calcistico, il Pordenone (fatti salvi alcuni periodi di inagibilità) vi ha giocato stabilmente le proprie gare interne fino al conseguimento della promozione in Serie B, al termine della stagione 2018-2019. Non essendo lo stadio conforme ai requisiti minimi, specialmente in capienza, per ottenere l'omologazione per la seconda lega nazionale, la squadra si è successivamente trasferita presso altri stadi della regione (da ultimo il Guido Teghil di Lignano Sabbiadoro), lasciando il "Bottecchia" privo di usufruttuario.

## Struttura
Lo stadio dispone di un rettangolo di gioco in erba naturale, misurante 105 x 63 metri, attorno al quale si sviluppa la pista ovale del velodromo. La capienza degli spalti è di circa 3 000 posti (di cui 2 500 precedentemente omologati in deroga per gli standard della Lega Pro), tutti a sedere e suddivisi in due settori: la tribuna principale, rivolta a nord, che dispone di una tettoia e ospita sotto di essa i locali tecnico-logistici dell'impianto (magazzini). Opposta ad essa vi è l'altra tribuna, scoperta, parzialmente dedicata alle tifoserie ospiti in occasione delle partite di calcio. Non vi sono tribune sui lati corti del campo ("curve").
Il Bottecchia fa parte di un vasto complesso polisportivo, comprendente anche il campo d’atletica leggera Mario Agosti, una pista di atletica indoor sopraelevata e alcuni campi da tennis.

## Ciclismo su pista
Il velodromo dello stadio si sviluppa descrivendo il periplo del campo da calcio: esso è lungo 400 m ed è realizzato in cemento. Considerato tra i più importanti velodromi scoperti del mondo, ospita annualmente varie manifestazioni e competizioni di rilievo nazionale e internazionale (tra le quali, nel 2001, una tappa della Coppa del mondo di ciclismo su pista).